# Monna Vanna (Rachmaninov)
Monna Vanna è un'opera incompiuta di Sergej Vasil'evič Rachmaninov, ispirata al dramma omonimo di Maurice Maeterlinck.

## Storia della composizione
Rachmaninov si dedicò alla composizione dell'opera durante il periodo del suo soggiorno a Dresda. Nel 1908 completò la partitura vocale con accompagnamento del pianoforte del primo atto e cercò di ottenere il permesso di creare un'opera completa in tre atti, basata sul dramma Monna Vanna di  Maeterlinck. Tuttavia un altro compositore, Henry Février, aveva già ottenuto i diritti per ricavarne un'opera. Se quindi Rachmaninov avesse completato il lavoro, esso non avrebbe potuto essere rappresentato nei paesi europei che avevano sottoscritto le leggi sul copyright che coprivano la produzione di Maeterlinck. Alla fine il compositore cessò di occuparsi dell'opera e non la completò mai.
Anni dopo, su richiesta di Sophie Satin, cognata di Rachmaninov, Igor Buketoff preparò una versione orchestrale del primo atto, che diresse con la Philadelphia Orchestra nella prima rappresentazione che ebbe luogo a Saratoga Springs l'11 agosto 1984.

## Trama
L'azione si svolge nel XV secolo a Pisa, durante un conflitto in cui la città è sotto assedio.

### Atto primo
Guido, comandante militare dei Pisani, viene informato da suo padre che le ostilità cesseranno se Monna Vanna, moglie di Guido, andrà al campo del nemico vestita solo di un mantello. Monna Vanna accetta questa richiesta.